# Ufficio elettorale di sezione

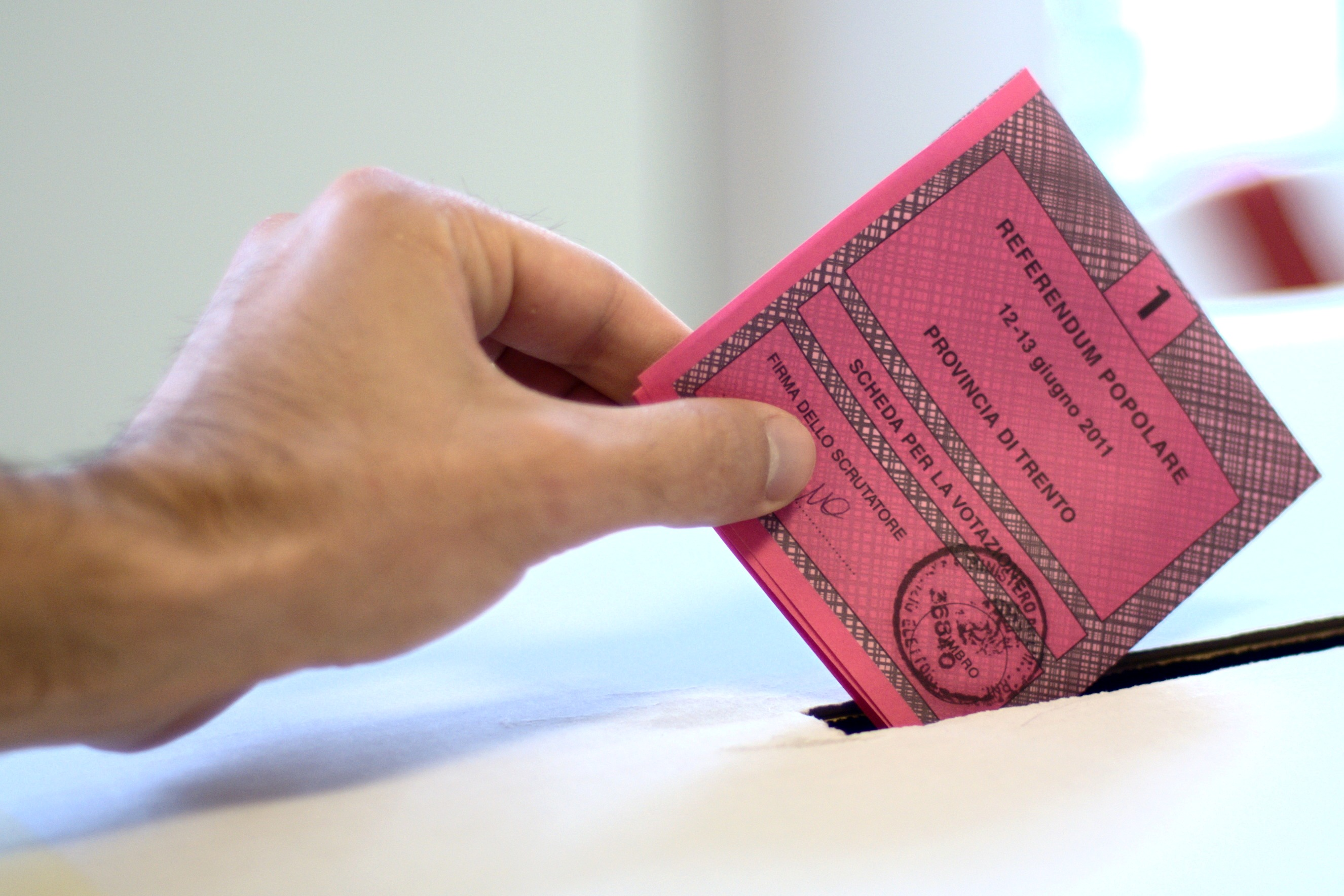
Agli uffici elettorali di sezione compete la gestione delle operazioni di voto e di scrutinio

L'ufficio elettorale di sezione è l'ufficio che, in base alla legge italiana, deve essere costituito appositamente presso ogni sezione elettorale in occasione delle consultazioni elettorali o referendarie per sovrintendere allo svolgimento delle operazioni di voto e di scrutinio.
Esso è formato da un presidente, da un numero variabile di scrutatori (uno dei quali svolge le funzioni di vicepresidente) e da un segretario; presso l'ufficio operano inoltre i rappresentanti dei candidati e delle liste (o dei gruppi parlamentari e dei comitati promotori in caso di referendum). Informalmente l'ufficio elettorale di sezione è denominato anche «seggio elettorale»; nel linguaggio comune, quest'ultima locuzione si riferisce sia al luogo in cui gli elettori si recano per votare (la cosiddetta «sala della votazione») sia al complesso delle persone che prestano servizio nell'ufficio medesimo.

## Normativa
La disciplina normativa riguardante le operazioni dei seggi elettorali è contenuta prevalentemente nel testo unico delle leggi per la composizione e la elezione degli organi delle amministrazioni comunali, emanato con il decreto del presidente della Repubblica 16 maggio 1960, n. 570. Secondo quanto previsto dalla legge, le competenze dell'ufficio elettorale di sezione comprendono l'adempimento di tutte le operazioni elettorali fino alla dichiarazione del risultato dello scrutinio e, per le elezioni nei comuni provvisti di una sola sezione, fino alla proclamazione degli eletti.

## Costituzione e funzionamento
La preparazione e l'organizzazione dei seggi elettorali è demandata ai singoli comuni, coordinati attraverso le prefetture dalla direzione centrale dei servizi elettorali del Ministero dell'Interno; nelle regioni a statuto speciale alcune procedure possono differire. Generalmente i seggi vengono allestiti negli edifici scolastici, il presidente di seggio è nominato dal presidente della corte d'appello competente per territorio, gli altri vengono invece designati dalla commissione elettorale comunale.
Fatte salve le eccezioni previste espressamente dalla normativa, ciascun elettore può votare solo presso la sezione indicata sulla propria tessera elettorale. La legge prescrive inoltre che negli ospedali e nelle case di cura con almeno 200 posti-letto venga istituita una «sezione ospedaliera» per ogni insieme di 500 letti o frazione di 500; sono ammessi a votare presso le sezioni ospedaliere i degenti che abbiano fatto richiesta al sindaco del comune di residenza. Nei nosocomi dotati di un numero di posti-letto non inferiore a 100 e minore di 200, nonché nelle carceri e nei luoghi di detenzione preventiva, deve essere invece allestito un «seggio speciale», formato da un numero ridotto di membri; i compiti del seggio speciale sono circoscritti alla raccolta delle schede elettorali votate dai pazienti e dai detenuti. Il voto degli elettori autorizzati a votare a domicilio e dei degenti negli istituti di cura con meno di 100 posti-letto deve essere raccolto da un «ufficio elettorale distaccato», costituito da alcuni dei membri del seggio competente per ambito territoriale.
L'orario di apertura degli uffici elettorali di sezione è fissato dalla legge ed è identico su tutto il territorio nazionale; nei giorni stabiliti per la votazione, la propaganda politica è vietata all'interno dei seggi e nell'area compresa in un raggio di 200 metri. Il servizio di sorveglianza ai seggi elettorali viene svolto da Polizia di Stato, Carabinieri, Guardia di Finanza, Polizia penitenziaria, Polizia municipale o Polizia provinciale.

## Composizione
Ogni ufficio elettorale di sezione è costituito da:
- un presidente,
- un numero di scrutatori compreso tra due e quattro (quattro, di norma, per le consultazioni elettorali[1]; tre per i referendum,[17]; due per i seggi speciali[12]) uno di essi, su incarico del presidente, assume le funzioni di vicepresidente[1];
- un segretario, scelto dal presidente del seggio (nei seggi speciali la mansione di segretario è svolta da uno dei due scrutatori)[1].

Per la legittimità delle operazioni elettorali debbono trovarsi sempre presenti almeno tre componenti dell'ufficio, uno dei quali deve essere il presidente o il vicepresidente. In seguito all'entrata in vigore della legge 25 marzo 1993, n. 81, che ha previsto un eventuale turno di ballottaggio ai fini dell'elezione diretta del sindaco, la nomina dei membri dei seggi generalmente resta valida anche per il secondo turno.
I componenti dell'ufficio presiedono allo svolgimento di tutte le operazioni che hanno luogo nella sala della votazione, tutelando in particolare la libera espressione del voto da parte degli elettori. La legge riconosce ai membri del seggio la qualifica di pubblico ufficiale,; di conseguenza, possono essere loro ascritti i reati di abuso d'ufficio, concussione, corruzione, peculato e rifiuto e omissione d'atti d'ufficio oltre ai reati specifici contemplati dalla normativa elettorale.
I rappresentanti dei candidati o delle liste (ovvero dei gruppi parlamentari e dei comitati promotori in caso di referendum), se regolarmente accreditati secondo le modalità previste dalla legge, possono avere accesso alla sala della votazione e assistere allo svolgimento delle operazioni elettorali; alle fasi di scrutinio hanno altresì facoltà di essere presenti gli elettori iscritti nelle liste della sezione. Tuttavia le schede possono essere toccate solamente dai componenti dell'ufficio.

## Arredamento della sala della votazione
Tramezzo che divide la sala della votazione in due compartimentiLa sala deve avere una sola porta di ingresso e dev'essere divisa in due compartimenti da un tramezzo con un'apertura centrale per il passaggio degli elettori.
Tavolo dell'ufficioIl tavolo dell'ufficio elettorale di sezione deve essere collocato in modo tale che gli elettori e i rappresentanti di lista presso la sezione possano girarvi intorno dopo la chiusura della votazione. Le urne, fissate sul tavolo, saranno collocate in maniera da essere sempre visibili a tutti.
Cabine per l'espressione del votoIn ogni sezione devono essere installate, salva comprovata impossibilità logistica, quattro cabine, di cui una destinata ai portatori di handicap; esse devono essere collocate in maniera tale da rimanere isolate e munite di un riparo che assicura la segretezza del voto; le porte e le finestre che eventualmente si trovino nella parete adiacente alle cabine ad una distanza minore di due metri, devono essere chiuse in modo da impedire la vista ed ogni comunicazione dall'esterno. Il tavolo interno delle cabine dev'essere completamente libero da qualsiasi oggetto. Nel caso in cui, nella sala della votazione, siano state eccezionalmente sistemate cabine abbinate, con una parete di divisione comune, bisogna controllare che nella suddetta parete non siano stati praticati fori che consentano di comunicare tra le due cabine, o di vedere nella cabina contigua.

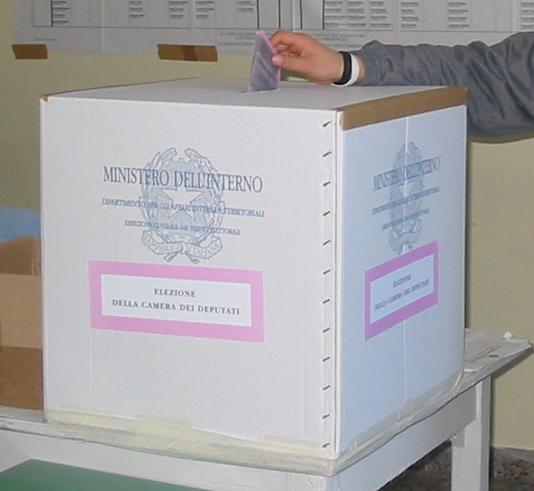
Un'urna per la votazione

Urne destinate a contenere le schede votateLe urne sono di cartone di colore chiaro; recano l'emblema della Repubblica e la dicitura «Ministero dell'Interno – Dipartimento per gli affari interni e territoriali – Direzione centrale dei servizi elettorali». Ogni urna deve recare, su almeno due delle quattro facce verticali esterne, un'etichetta autoadesiva con cornice colorata, al fine di identificare a quale elezione l'urna medesima si riferisce. Le urne sono disposte sul tavolo nel modo ritenuto più opportuno dal presidente del seggio, allo scopo di assicurare il regolare svolgimento delle operazioni di votazione.
Illuminazione della sala della votazione e delle cabineNella sala della votazione devono essere predisposti idonei mezzi di illuminazione. Le operazioni di votazione e di scrutinio possono protrarsi, infatti, anche nelle ore notturne; pertanto, è necessario che non solo la sala, ma anche le cabine siano sufficientemente illuminate.